# Czapajewo (obwód astrachański)
Czapajewo (ros. Чапаево) – wieś w Rosji, w obwodzie astrachańskim, w rejonie kamyziackim. W 2010 liczyła 450 mieszkańców.